# Triệu Châu Tùng Thẩm
Triệu Châu Tùng Thẩm (zh. zhàozhōu cóngshěn/ chao-chou ts'ung-shen 趙州從諗, ja. jōshū jūshin) 778-897 là một vị Thiền sư Trung Quốc, môn đệ thượng thủ của Nam Tuyền Phổ Nguyện. Thiền sư Nhật Bản Đạo Nguyên Hi Huyền—nổi tiếng là khó tính trong việc đánh giá mức giác ngộ của các thiền sư—cũng công nhận Triệu Châu là "Đức Phật thân mến." Sư có 13 truyền nhân nhưng không mấy ai được gần bằng sư và dòng này thất truyền chỉ sau vài thế hệ.
Cuộc đời Triệu Châu cho thấy điều mà các Thiền sư hay nhấn mạnh rằng, kiến tính chỉ là bước đầu của việc tu học thiền. Triệu Châu đã kiến tính từ năm 18 tuổi nhưng sau đó còn học thiền 40 năm với Nam Tuyền. Sau khi Nam Tuyền qua đời, sư vân du đọ sức với các Thiền sư khác trong những pháp chiến. Tương truyền rằng sư đã tìm gặp khoảng 80 thiền sư, phần lớn là những môn đệ đắc pháp của Mã Tổ (thầy của Nam Tuyền) để vấn đạo. Đến năm 80 tuổi sư mới chịu dừng chân tại viện Quan Âm, Triệu Châu. Nơi đây sư tuỳ cơ dạy học trò và thọ đến 120 tuổi.

## Cơ duyên
Sư họ Hác (zh. 郝), quê ở làng Hác (zh. 郝), thuộc Tào Châu (zh. 曹州). sư theo thầy xuất gia khi còn nhỏ. Chưa thụ giới cụ túc, sư đã đến tham vấn Thiền sư Nam Tuyền. Gặp lúc Nam Tuyền đang nằm nghỉ trong phương trượng. Nam Tuyền hỏi Sư: "Vừa rời chỗ nào đến?", sư đáp: "Thuỵ Tượng." Nam Tuyền hỏi: "Có thấy Thuỵ Tượng chăng?", sư đáp: "Chẳng thấy Thuỵ Tượng, chỉ thấy Như Lai nằm." Nam Tuyền liền ngồi dậy hỏi: "Ngươi là Sa-di có chủ hay không chủ?", sư đáp: "Sa-di có chủ." Nam Tuyền hỏi: "Ai là chủ?" Sư khoanh tay đến trước mặt Nam Tuyền thưa: "Giữa mùa đông rất lạnh, kính chúc Hoà thượng tôn thể an lành." Nam Tuyền thấy lạ, gật đầu thầm nhận.
Cơ duyên ngộ đạo của sư được ghi trong Triệu Châu Chân Tế Thiền sư ngữ lục (zh. 趙州真際禪師語錄):
師問南泉、如何是道。泉云、平常心是道。師云、還可趣向不。泉云、擬即乖。師云、不擬爭知是道。泉云、道不屬知不知。知是妄覺、不知是無記。若真達不疑之道、猶如太虗、廓然蕩豁、豈可強是非也。師於言下頓悟玄旨、心如朗月。
Sư hỏi Nam Tuyền: "Thế nào là Đạo?"
Nam Tuyền đáp: "Tâm bình thường là Đạo".
Sư hỏi: "Có thể hướng đến được không?"
Nam Tuyền đáp: "Nghĩ tìm đến là trái."
Sư lại hỏi: "Chẳng nghĩ suy thì làm sao biết Đạo?"
Nam Tuyền đáp: "Đạo chẳng thuộc về hiểu biết hay không hiểu biết. Biết là vọng giác (khái niệm), không biết là vô ký (vô minh). Nếu thật đạt Đạo thì không còn nghi ngờ, [Đạo] như hư không thênh thang rộng rãi, đâu thể cưỡng nói là phải là quấy."
Sư nhân nghe lời này lập tức ngộ được huyền chỉ, tâm sư sáng như trăng tròn.
Sư ngộ đạo, sau đi thụ giới tại Tung Nhạc. Thụ giới xong, sư lại đến Nam Tuyền và lưu lại đây 40 năm. Có nhiều pháp thoại giữa sư và Nam Tuyền được ghi lại trong thời gian này.

## Cơ phong
Sau khi Nam Tuyền viên tịch, sư mang bát gậy dạo khắp các tùng lâm và tự khuyên mình như sau: 
七歲童兒勝我者、我即問伊。百歲老翁不及我者、我即教他。
Trẻ con bảy tuổi hơn ta thì ta hỏi nó, ông già trăm tuổi chẳng bằng ta thì ta dạy va."
Sư đến thăm Thiền sư Hoàng Bá Hi Vận, Hoàng Bá thấy sư liền đóng cửa phương trượng. sư cầm lửa đi vào pháp đường la: "Cứu lửa! Cứu lửa!" Hoàng Bá mở cửa nắm đứng sư hỏi: "Nói! Nói!" Sư bảo: "Giặc qua rồi mới dương cung."
Đến Đạo Ngô Viên Trí, Đạo Ngô thấy sư liền nói: "Mũi tên Nam Tuyền đến." sư bảo: "Xem tên!" Đạo Ngô nói: "Trật rồi!" Sư nói: "Trúng!"
Sư thượng đường dạy chúng (Ngũ Đăng Hội Nguyên, tiết Triệu Châu Tùng Thẩm Thiền sư):
「金佛不度爐，木佛不度火，泥佛不度水。真佛內裡坐，菩提涅槃，真如佛性，盡是貼體衣服，亦名煩惱。實際理地甚麼處著。一心不生，萬法無咎。汝但究理，坐看三二十年，若不會，截取老僧頭去。夢幻空華，徒勞把捉。心若不異，萬法一如。既不從外得，更拘執作麼？如羊相似，亂拾物安向口裡。老僧見藥山和尚道：『有人問著，但教合取狗口。』老僧亦教合取狗口。取我是垢，不取我是淨。一似獵狗專欲得物喫。佛法在甚麼處？千人萬人盡是覓佛漢子。於中覓一箇道人，無若與空王為弟子。莫教心病最難醫。未有世界，早有此性。世界壞時，此性不壞。一從見老僧後，更不是別人，祇是箇主人公。這箇更向外覓作麼？正恁麼時，莫轉頭換腦。若轉頭換腦，即失卻也。」僧問：「承師有言，世界壞時，此性不壞。如何是此性？」師曰：「四大五陰。」曰：「此猶是壞底，如何是此性？」師曰：「四大五陰。」
Phật vàng không qua được lò đúc, Phật gỗ không qua được lửa, Phật đất không qua được nước, Chân Phật ngồi bên trong. Bồ-đề Niết-bàn, Chân như Phật tính đều là y phục đắp vào thân, cũng gọi là phiền não, làm sao tìm được lý địa chân thật đây? Nhất tâm bất sinh, vạn pháp không lỗi. Ngươi cứ nghiên cứu lý này, ngồi quán xét hai ba mươi năm, nếu chẳng hội thì hãy chặt đầu Lão tăng. Mộng huyễn, không hoa, nắm giữ chúng chỉ chuốc nhọc. Nếu không dị biệt tâm thì vạn phát nhất như. Đã chẳng từ ngoài được thì câu chấp làm gì? Giống y như con dê, thứ gì cũng mót vét đưa vào mồm nhai. Lão tăng đây thấy Hoà thượng Dược Sơn nói: "Nếu có người hỏi, ta chỉ nói là 'ngậm miệng chó'. Lão tăng cũng dạy 'ngậm miệng chó.' Chấp ngã thì nhơ, không chấp ngã thì sạch, giống như con chó săn luôn tìm kiếm vật để ăn. Phật pháp chỗ nào? Ngàn người muôn người đều là kẻ tìm Phật, mà tìm một đạo nhân trong những người ấy cũng không có. Nếu làm đệ tử của Không vương thì chớ nói tâm bệnh khó trị. Khi chưa có thế giới tính này đã có, khi thế giới hoại tính này chẳng hoại. Xem Lão tăng đây! Ta sau cũng chẳng khác, và đó chính là ông chủ nhân. Cái đó ngay đây, hướng ngoài tìm cái gì? Khi ấy chớ quay đầu đi và moi óc. Nếu quay đầu đi và moi óc thì đánh mất ngay."

## Đặc điểm hoằng pháp

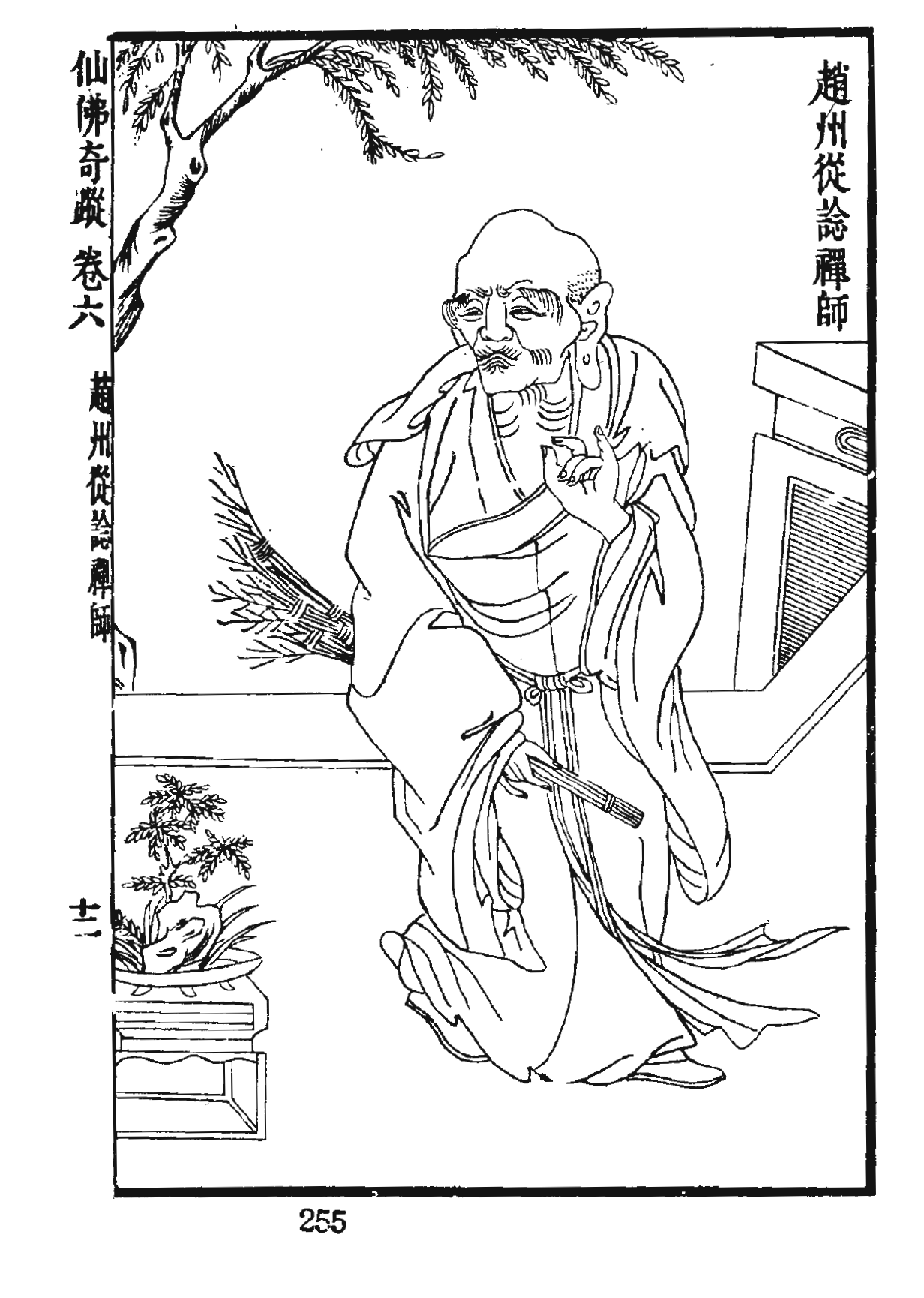
Triệu Châu Tùng Thẩm

Triệu Châu có một cách dạy học trò rất độc đáo. Thường sư nói rất nhỏ, rất nhẹ nhàng, trả lời ngắn gọn và đơn giản các câu hỏi của thiền sinh. Tuy thế các câu trả lời đó lại có sức mạnh phi thường, cắt đứt vô minh và chấp trước của người hỏi như một lưỡi kiếm bén. Nhiều công án Thiền nổi tiếng xuất phát từ những giai thoại của sư với các đệ tử, như công án thứ nhất trong tập Vô môn quan: 
Một vị tăng hỏi Sư: "Con chó có Phật tính chăng?" Sư đáp: "Không!" (vô 無)
Kể từ lúc công án trở thành một phương pháp dạy Thiền thì công án "Triệu Châu cẩu tử" nói trên đã giúp vô số thiền sinh kiến tính và vẫn được sử dụng đến ngày nay. Các Thiền sư sau này rất quý trọng những lời nói của Sư. Biểu hiện rõ của việc này là sư được nhắc lại rất nhiều lần trong hai tập công án quan trọng nhất của Thiền tông là Bích nham lục (2, 9, 30, 41, 45, 52, 57, 58, 59, 60, 84, 96) và Vô môn quan (1, 7, 11, 14, 19, 31, 37).
Sư sống rất kham khổ, giản dị. Tương truyền sư có một cái giường gãy một chân được ràng rịt lại. Có người muốn thay giường mới nhưng sư không cho phép. Hai vị vua nước Yên và Triệu cùng ra mắt sư, sư vẫn ngồi yên tiếp, không đứng dậy. Vua Yên hỏi: 
"Nhân vương đáng tôn trọng hay Pháp vương đáng tôn trọng hơn?"
Sư đáp: 
"Nếu ở trong Nhân vương thì Nhân vương trọng, nếu ở trong Pháp vương thì Pháp vương trọng."
Hai vị nghe xong vui vẻ kính phục.
Niên hiệu Càng Ninh năm thứ tư đời Đường, sư nằm nghiêng bên mặt an nhiên viên tịch, thọ 120 tuổi. Vua ban hiệu là Chân Tế Đại Sư.

## Sách tham khảo
- Triệu Châu Chân Tế Thiền sư ngữ lục 趙州真際禪師語錄, Cổ Tôn túc ngữ lục quyển 13 古尊宿語錄卷第十三, Tục tạng kinh tập 118.
- Tiết Triệu Châu Tùng Thẩm Thiền sư 趙州從諗禪師 trong Ngũ Đăng Hội Nguyên 五燈會元, Tục tạng kinh tập 138

Tài liệu thứ yếu
- Fo Guang Ta-tz'u-tien 佛光大辭典. Fo Guang Ta-tz'u-tien pien-hsiu wei-yuan-hui 佛光大辭典編修委員會. Taipei: Fo-kuang ch'u-pan-she, 1988. (Phật Quang Đại Từ điển. Phật Quang Đại Từ điển biên tu uỷ viên hội. Đài Bắc: Phật Quang xuất bản xã, 1988.)
- Từ điển Thiền Tông Hán Việt. Hân Mẫn & Thông Thiền biên dịch. TP HCM 2002.
- Thích Thanh Từ: Thiền sư Trung Hoa I. TP HCM 1995.
- Green, J.: The Recorded Sayings of Zen Master Joshu. Boston 1998.
- Dumoulin, Heinrich:

Geschichte des Zen-Buddhismus I. Indien und China, Bern & München 1985.
Geschichte des Zen-Buddhismus II. Japan, Bern & München 1986.